# Ouled Maallah
Ouled Maallah est une commune de la wilaya de Mostaganem en Algérie.

## Toponymie
Le nom Ouled Maallah signifie « Les fils des nobles », combinant l'arabe Ouled (« fils ») et le berbère Maala (« nobles »). Ouled Maallah est une fraction des Beni Zeroual, appartenant à la grande tribu berbère des Maghraouas .

## Histoire
Les Ouled Maallah sont une tribu berbère appartenant à la confédération des Beni Zeroual. Originaires du Maghreb al-Aqsa et descendants des Maghraoua, une importante peuplade berbère zénète, ils se sont installés dans la vallée du Cheliff en Algérie, au milieu du XVe siècle.
Ils se sont illustrés historiquement par leur résistance aux Ottomans, avec lesquels ils furent souvent en conflit, avant d’être contraints à la soumission. Durant la période coloniale française, ils se rallièrent à la résistance dirigée par des figures comme l’Émir Abdelkader et Bou Maza. Leur soumission définitive n'a eu lieu qu'en 1847.
Le territoire des Ouled Maallah se situe sur la rive droite du Cheliff, à environ 60 kilomètres au sud-est de Mostaganem. Il est délimité au nord par les tribus des Tazgait et des Beni Zentis, à l’est par les Ouled Sidi Bou Abdallah, au sud par le Cheliff, et à l’ouest par la tribu des Mzila.
En 1868, un décret colonial officialisa l’organisation des Ouled Maallah en douar, leur conférant un statut administratif spécifique au sein du système colonial , 

## Ethnographie
Les Ouled Maallah sont une tribu berbère, ils font partie de la confédération des Béni Zeroual  

## Démographie
Selon le recensement général de la population et de l'habitat de 2008, la population de la commune de Ouled Maallah est évaluée à 9 576 habitants contre 8 948 en 1998.